# Ophiomyia blepharidis
Ophiomyia blepharidis este o specie de muște din genul Ophiomyia, familia Agromyzidae, descrisă de Spencer în anul 1960. Conform Catalogue of Life specia Ophiomyia blepharidis nu are subspecii cunoscute.